# Noah Wyle
Noah Strausser Speer Wyle (4 de junio de 1971) es un actor, productor, director y escritor estadounidense. Comenzó su carrera interpretando a John Carter en el drama médico del canal NBC, Urgencias (1994–2009), obteniendo nominaciones para tres Premios Globo de Oro y cinco Premios Primetime Emmy. Recientemente, ha protagonizado el papel de Dr. Michael "Robby" Robinavitch en el drama médico de Max The Pitt (desde 2025).
También es conocido por sus papeles como Flynn Carsen en la franquicia de The Librarian, Tom Mason en la serie de televisión Falling Skies (2011–2015) y como Harry Wilson en Leverage: Redemption (2021-). Ha aparecido en películas como A Few Good Men (1992), Pirates of Silicon Valley (1999), Donnie Darko (2001) y W. (2008). Wyle fue nominado a un Critics' Choice Television Award por su papel de Daniel Calder en la miniserie de televisión The Red Line (2019).

## Biografía
Wyle, el segundo de tres hijos, nació en Los Ángeles, hijo de Marjorie (de soltera Speer), una enfermera jefe ortopédica registrada, y Stephen Wyle, un ingeniero eléctrico y empresario. Su padre era judío (de ascendencia ruso-judía), mientras que su madre era episcopalista, y fue criado "de manera bastante no denominacional", rodeado de ambas religiones. Los padres de Wyle se divorciaron a fines de la década de 1970, y su madre se casó más tarde con James C. Katz, un restaurador de películas con tres hijos propios de un matrimonio anterior. Los abuelos paternos de Wyle, Edith y Frank Wyle, fundaron el Museo de Artes y Artesanías de Los Ángeles, y su abuelo también fundó Wyle Laboratories. Edith R. Wyle fue una pintora expresionista que también creó The Egg and The Eye, un café y tienda en el distrito de Miracle Mile de Los Ángeles.
Wyle fue educado en The Thacher School en Ojai, California, y se graduó con la clase de 1989. Participó en un programa de Artes Teatrales en Northwestern University después de su penúltimo año de secundaria y participó en obras de teatro escolares, incluso ganando un premio por una obra que escribió. Aunque asistió a Northwestern University para un programa durante la secundaria, no asistió ni se graduó de la universidad. Estudió con el profesor de actuación Larry Moss mientras vivía en un pequeño apartamento en Hollywood Boulevard.

## Carrera cinematográfica
Mientras su primera aparición fue en la película de Paul Bartel Lust in the Dust, como extra, algunos papeles de relevante importancia vinieron después.
Sus siguientes apariciones fueron en una miniserie y en la película Crooked Hearts (1991). Dos años más tarde, actuó en There Goes My Baby. Tras aparecer en diferentes obras en Los Ángeles, fue seleccionado en la exitosa producción de Cuestión de Honor, en la que interpretó a un marine conductor de jeeps que testificaba durante el juicio. El gran éxito de Wyle vino cuando le llegó el guion del episodio piloto de Urgencias. También apareció en la película Los chicos del swing, como líder de las juventudes Hitlerianas, y la producción independiente Volviendo a casa (The Myth of Fingerprints), con Roy Scheider, Blythe Danner y Julianne Moore. También ha interpretado a Lancelot en el telefilm "Guinevere" junto a Sheryl Lee. Más recientemente, Wyle protagonizó la película "The Librarian: Quest for the Spear", junto a Sonya Walger, y su secuela "The Librarian: Return to King Solomon's Mines", junto a Gabrielle Anwar. Otro trabajo de Wyle incluye su aclamada aparición como Steve Jobs en la nominada para los Emmy, "Piratas de Silicon Valley" (1999). También ha aparecido en varias producciones que incluyen “White Oleander” junto a Renée Zellweger, “Enough” junto a Jennifer Lopez, las independientes "Donnie Darko" y "The Californians", y como intérprete del Presidente en la producción de 2000 en directo, "Fail Safe". 
Wyle fue el único miembro del reparto principal de Urgencias que permaneció en la serie hasta que la dejó en la undécima temporada, lo que lo convierte en el actor con más episodios durante toda la serie: 254, seguido por Laura Innes con 250. Su actuación en la serie le hizo valedor de una nominación al Emmy en cada una de sus primeras cinco temporadas. Como parte del reparto coral de la serie, fue nominado también varias veces para los Premios del Sindicato de Actores, fue reconocido con tres nominaciones como mejor actor de reparto en serie, miniserie o telefilm en los Globos de Oro y ganó en 2001 el premio TV Guide como actor de reparto en una serie dramática. 
Wyle dejó la serie al final de la temporada 2004-2005, aunque reapareció como artista invitado en cuatro episodios de cada una de las siguientes dos temporadas, lo que lo convierte en el actor con más episodios durante toda la serie: 254, seguido por Laura Innes con 250. Dijo que la dejó para poder pasar más tiempo con su familia y amigos y para dejar lugar a la siguiente generación.
Junto a su carrera en el cine y la televisión, Noah también ha participado en el teatro. Entre otras, ha aparecido en los escenarios de Los Ángeles en la producción de "The 24th Day" con Peter Berg en 1995, y con la Blank Theatre Company participó en la obra "The Who", y más recientemente en "Lobster Alice" con Nicholas Brendon, donde interpretaba al pintor surrealista Salvador Dalí. 
En el año 2000 Wyle participó en la campaña de anuncios estadounidense Got Milk?, la cual intenta concienciar a la gente de la importancia de tomar leche.
Según se indica en la edición especial de 2005 por el 50.º aniversario del Libro Guinness de los récords, Wyle ostentó el récord de "mejor salario por episodio en serie de televisión" durante la temporada 2003-04 al ganar aproximadamente 400.000 dólares por episodio, si bien en Urgencias el salario estimado de Wyle era de 9 millones por año. 
Uno de los últimos trabajos de Wyle ha sido la saga televisiva "El bibliotecario", tres títulos forman esta saga: "En busca de la lanza perdida" 2004, "El mapa del Rey Salomón" 2006 y "La maldición del Cáliz de Judas" 2008. También trabajó como protagonista de la serie Falling Skies, dirigida y producida por Steven Spielberg en la que interpreta a un profesor de historia con conocimientos militares que dirige la resistencia contra la invasión alienígena. La serie duró 5 temporadas desde 2011 al 2015 recibiendo buenas críticas excepto la última temporada.
De 2014 al 2018 fue el productor de la adaptación televisiva de  The Librarians donde nuevamente interpretó su papel de Flyn Carsen, esta vez en forma recurrente.
El 27 de abril de 2020 se confirmó que  protagonizará  la continuación de la serie Leverage  junto a Beth Riesgraf, Christian Kane y Aldis Hodge; además de servir de productor de la misma.
Protagonizó como Harry Wilson en Leverage: Redemption (2021-), una continuación de Leverage (2008–2012). Recibió nueva atención al regresar al género de drama médico, interpretando al Dr. Michael "Robby" Robinavitch en la serie de Max The Pitt (2025–).

## Vida personal

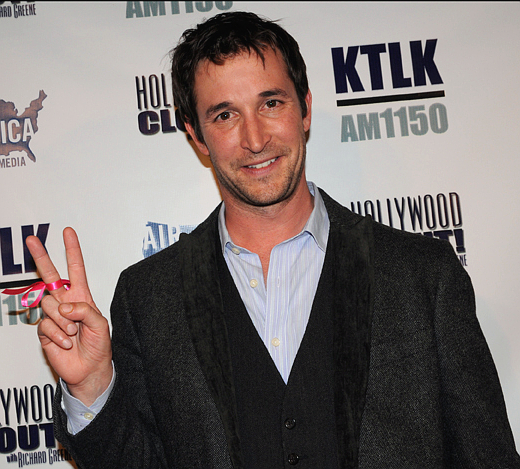
Wyle en 2009

Noah conoció a su primera esposa, la maquilladora Tracy Warbin, en el set de The Myth of Fingerprints. Se casaron en 2000 y tienen un hijo, Owen Strausser Speer Wyle (nacido el 9 de noviembre de 2002), y una hija, Auden Wyle (nacida el 15 de octubre de 2005). Wyle y Warbin se separaron en 2009 y se divorciaron en 2010.
Wyle se casó con Sara Wells en junio de 2014 en California. La pareja se conoció en 2011 durante una producción en The Blank Theatre Company. Su hija Frances Harper Wyle nació el 22 de junio de 2015.

## Filantropía
Wyle dedica gran parte de su tiempo libre a la organización internacional sin fines de lucro Doctors of the World y a su trabajo como miembro del Consejo de Human Rights Watch. También es productor artístico voluntario de la Blank Theatre Company en Hollywood, que organiza un festival anual de jóvenes dramaturgos, cuyos exalumnos incluyen a Ed Asner y Sarah Michelle Gellar. Recientemente adquirió el Second Stage Theater en Hollywood, donde la compañía ha montado numerosas producciones exitosas.[cita requerida]
Wyle fue el portavoz de la campaña Cover the Uninsured en 2004, que tuvo como copresidentes honorarios a los expresidentes Gerald Ford y Jimmy Carter. La Cover the Uninsured Week se celebra anualmente en los Estados Unidos y se centra en la atención de los casi 44 millones de estadounidenses que carecen de cobertura sanitaria. La campaña incluye varios eventos en diferentes comunidades, ferias de salud y registro, conferencias de prensa y seminarios empresariales en todo el país. Además, Wyle es un defensor de los derechos de los animales y portavoz del World Wildlife Fund, dedicado a proteger y conservar la fauna para las generaciones futuras.
En 2009, Wyle se convirtió en portavoz del World Wide Fund for Nature (WWF), afirmando que los osos polares están "aguantando por un hilo" y "podrían extinguirse en la vida de nuestros hijos, debido a los efectos del cambio climático." En 2012, Wyle apoyó al grupo de derechos de las personas con discapacidad ADAPT. El 23 de abril, fue arrestado durante una protesta en el Capitolio para luchar contra los recortes de Medicaid para personas mayores y con discapacidades.

## Filmografía completa

### Cine
| 1985 | Lust in the Dust                                    | Hombre joven [cita requerida] |
| 1991 | Crooked Hearts                                      | Ask                           |
| 1992 | A Few Good Men                                      | Cpl. Jeffrey Barnes           |
| 1993 | Swing Kids                                          | Emil Lutz                     |
| 1994 | There Goes My Baby                                  | Michael Finnegan              |
| 1994 | Guinevere                                           | Lancelot                      |
| 1997 | The Myth of Fingerprints                            | Warren                        |
| 1999 | Pirates of Silicon Valley                           | Steve Jobs                    |
| 1999 | Can't Stop Dancing                                  | Poe                           |
| 2001 | Scenes of the Crime                                 | Seth                          |
| 2001 | Donnie Darko                                        | Prof. Kenneth Monnitoff       |
| 2002 | White Oleander                                      | Mark Richards                 |
| 2002 | Enough                                              | Robbie                        |
| 2005 | The Californians                                    | Gavin Ransom                  |
| 2008 | W.                                                  | Donald Evans                  |
| 2008 | Nothing But the Truth                               | Avril Aaronson                |
| 2009 | An American Affair                                  | Mike Stafford                 |
| 2010 | Queen of the Lot                                    | Aaron Lambert                 |
| 2010 | Below the Beltway                                   | Hunter Patrick                |
| 2013 | Snake and Mongoose                                  | Arthur Spear                  |
| 2014 | The World Made Straight                             | Leonard Shuler                |
| 2017 | Shot                                                | Mark Newman                   |
| 2017 | Mark Felt: The Man Who Brought Down the White House | Stan Pottinger                |

### Televisión
| 1990          | Blind Faith                                                                                    | Eric                                            |                                                          |
| 1994-2009     | ER (Urgencias)                                                                                 | Dr. John Carter                                 | Personaje principal. 254 episodios                       |
| 1995          | Friends                                                                                        | Dr. Jeffrey Rosen                               | 2 episodios                                              |
| 1995          | The Larry Sanders Show                                                                         | Himself                                         | Episodio: "Eight"                                        |
| 1996          | Sesame Street                                                                                  | Dr. Colburn                                     | 2 episodios                                              |
| 1999          | Save Our History: America's Most Endangered 1999                                               | Host                                            |                                                          |
| 2000          | Fail Safe                                                                                      | Buck                                            | Película de televisión                                   |
| 2000          | Beggers and Choosers                                                                           | Davis G. Green                                  | Episodio: "The Naked Truth"                              |
| 2004          | The Librarian: Quest for the Spear. (El Bibliotecario en busca de la lanza del destino)        | Flynn Carsen                                    | Película de televisión producida por TNT                 |
| 2006          | The Librarian: Return to King Solomon's Mines (El Bibliotecario y el mapa del Rey Salomón)     | Flynn Carsen                                    | Película de televisión producida por TNT                 |
| 2008          | The Librarian: Curse of the Judas Chalice (El Bibliotecario y la maldición del Cáliz de Judas) | Flynn Carsen                                    | Película de televisión producida por TNT                 |
| 2011- 2015    | Falling Skies                                                                                  | Tom Mason                                       | Protagonista. Además fue productor en algunos de ellos   |
| 2013          | Lab Rats                                                                                       | Dr. Evans                                       | Episodio: "Twas the Mission Before Christmas"            |
| 2014-2018     | The Librarians                                                                                 | Flynn Carsen                                    | 28 episodios. Productor y director de algunos episodios. |
| 2014          | Phineas and Ferb                                                                               | Martín vendedor de noticias y voces adicionales | Episodio: "Night of the Living Pharmacists"              |
| 2015          | Drunk History                                                                                  | Thomas Nast                                     | Episodio: "Journalism"                                   |
| 2016          | Angie Tribeca                                                                                  | Administrador de Hospital                       | Episodio: "Organ Trail"                                  |
| 2018          | The Romanoffs                                                                                  | Ivan                                            | Episodio: "The Royal We"                                 |
| 2019          | The Red Line                                                                                   | Daniel Calder                                   | Protagonista                                             |
| 2021-presente | Leverage: Redemption                                                                           | Harry Wilson                                    | Protagonista y director en algunos episodios.            |
| 2025          | The Pitt                                                                                       | Dr. Michael “Robby” Rabinavitch                 | Protagonista y director                                  |